# Mikkel
| Drenge- | Drenge-   | Pige- | Pige-    | Efter- | Efter-      |
| ------- | --------- | ----- | -------- | ------ | ----------- |
| 1       | Peter     | 1     | Anne     | 1      | Nielsen     |
| 2       | Michael   | 2     | Mette    | 2      | Jensen      |
| 3       | Lars      | 3     | Kirsten  | 3      | Hansen      |
| 4       | Jens      | 4     | Hanne    | 4      | Andersen    |
| 5       | Thomas    | 5     | Anna     | 5      | Pedersen    |
| 6       | Henrik    | 6     | Helle    | 6      | Christensen |
| 7       | Søren     | 7     | Maria    | 7      | Larsen      |
| 8       | Christian | 8     | Susanne  | 8      | Sørensen    |
| 9       | Martin    | 9     | Lene     | 9      | Rasmussen   |
| 10      | Jan       | 10    | Marianne | 10     | Jørgensen   |

Mikkel er et dansk drengenavn, som i Middelalderen er omdannet fra navnet Mikael.
Mikkel er også beslægtet med det oldnordiske ord "Mikill", som betyder mægtig.[kilde mangler]
Navnet har været særligt populært siden 1980'erne, kulminerende i 1996, hvor 1.257 blev døbt Mikkel. De senere år har ca. 700 årligt fået navnet, der i alt har 25.371 bærere.

## Kendte personer med navnet
- Mikkel Beck, dansk fodboldspiller.
- Mikkel Hansen, dansk håndboldspiller.
- Mikkel Kessler, dansk bokser.
- Mikkel Lomborg, dansk entertainer (Hr.Skæg).
- Mikkel Nordsø, dansk musiker.
- Mikkel Rønnow, dansk kapelmester og musicalproducent.
- Mikkel Johan Eemer Sigward (Remee), dansk sangskriver og producer.
- Mikkel Thygesen, dansk fodboldspiller.
- Mikkel Warming, dansk politiker.
- Mikkel Beha Erichsen, dansk tv-vært.

## Navnet anvendt i fiktion
- Mikkel Mus var det navn, som danske oversættere i starten gav Mickey Mouse.
- Mikkel og Guldkortet var i 2008 årets tv-julekalender på TV 2.
- Feder Mikkel er titlen på en traditionel dansk folkedans.
- Mads og Mikkel er en tegnefilm fra Disney.
- Mikkel Ravn er hovedpersonen i en bogserie af forfatteren Robert Fisker.
- Mikkel Thøgersen er hovedpersonen i romanen Kongens Fald af Johannes V. Jensen.

## Andre anvendelser
- Sankt Mikkels Sogn ligger i Slagelse.
- Mikkel er det navn, der ifølge traditionen gives til en ræv.